# Porto Rico nos Jogos Olímpicos de Verão de 1948
O Porto Rico competiu nos Jogos Olímpicos de Verão de 1948, realizados em Londres, Inglaterra.